# 2-Methyl-1-(4-methylthiophenyl)-2-morpholinopropan-1-on
2-Methyl-1-(4-methylthiophenyl)-2-morpholinopropan-1-on ist eine chemische Verbindung aus der Gruppe der Thioether und Cathinonderivate.

## Eigenschaften
2-Methyl-1-(4-methylthiophenyl)-2-morpholinopropan-1-on ist ein weißer Feststoff.

## Verwendung
2-Methyl-1-(4-methylthiophenyl)-2-morpholinopropan-1-on wird bei der Herstellung von Polymeren (Photoinitiator) verwendet.

## Sicherheitshinweise
2-Methyl-1-(4-methylthiophenyl)-2-morpholinopropan-1-on wurde als bei sichergestellten Drogen in Europa, Australien und Nordamerika sowie bei einem Todesfall zusätzlich zu Furanylfentanyl gefunden. Chemisch gesehen handelt es sich bei der Verbindung um ein synthetisches Kathinonderivat, was die Entscheidung der Drogenhersteller, es beizumischen, erklären könnte, obwohl es wahrscheinlich keine kathinonähnlichen Wirkungen hat.